# Трітеній-Хотар
Трітеній-Хотар (рум. Tritenii-Hotar) — село у повіті Клуж в Румунії. Входить до складу комуни Трітеній-де-Жос.
Село розташоване на відстані 289 км на північний захід від Бухареста, 37 км на південний схід від Клуж-Напоки.

## Населення
За даними перепису населення 2002 року у селі проживали 353 особи, з них 352 особи (99,7%) румунів. Рідною мовою 352 особи (99,7%) назвали румунську.